# Hans Georg Mörner (affärsman)
Hans Georg Mörner, född 29 april 1901 i Italien, död 4 juli 1958 i Stockholm, var en svensk greve, uppfinnare och person inom USA:s näringsliv.
Hans Georg Mörner var son till Birger Mörner och växte upp på Mauritzbergs slott vid Bråviken. Efter att sålt slottet 1920 emigrerade han tillsammans med sin bror Carl Gustav Mörner till USA.
I USA sysslade Hans Georg Mörner med aktie- och fastighetsmäkleri fram till 1939, då han inregistrerade ett svenskt patent, ett brittiskt patent samt tolv USA patent avseende livraddningsdräkt, vattentätt blixtlås samt annan livräddningsutrustning. Han inregistrerade det amerikanska bolaget Watertight Slidefastner Corp. och blev en stor leverantör till US Navy samt andra allierade flottor under andra världskriget.
Hans Georg Mörner var gift med Ethel Granlund (1889–1960) och far till Hampus Georg Mörner.